# Escuela de Estudios Superiores en Ciencias Físico-Matemáticas
La Escuela de Estudios Superiores en Ciencias Físico-Matemáticas de la Armada es una academia militar española perteneciente al cuerpo de la armada. Tiene una finalidad de escuela superior de conocimientos específicos.

## Historia
En 1748, el rey Fernando VI emitió unas ordenanzas por las cuales los alumnos militares que demostrasen su capacidad deberían tomar estudios avanzados (llamados "estudios mayores" en aquel momento) en campos de las matemáticas. En 1773 se intentaría articular estos estudios de manera oficial, pero no sería hasta el 29 de mayo de 1783 que se asignaría algunos oficiales al Observatorio de San Fernando.
Los primeros estudios de matemáticas en un Observatorio militar en España nacen legalmente en 1836, cuando fue publicado un Real Decreto por el que se establecía en San Fernando, bajo la inspección del director del Observatorio, una Cátedra de Estudios Superiores de Matemáticas en la que los alumnos admitidos, tendrían que estudiar durante cuatro años alguna materia en relación con las matemáticas avanzadas. Seguidamente la armada tuvo que hacer frente a la necesidad de formar oficiales lo suficientemente formados para que fuesen capaces de ocuparse de estos institutos de investigación.
El Observatorio de ciencias avanzadas que precedió a la oficialidad de la Escuela Superior de Estudios Superiores en Ciencias Físico-Matemáticas de la Armada nace en el año 1856 de mano de una Real Orden del 16 de septiembre. En este instituto los estudios eran de matemáticas puras, mecánica, física y astronomía. Durante el siguiente año, 1857, se desarrolló el primer año del primer Curso de Estudios Superiores tal como los entendemos en la actualidad.
En 1884, se produjo una reestructuración de los sistemas de enseñanza de la Armada que terminaría afectando muy directamente al Curso de Estudios Superiores, ya que les hizo no poder admitir nuevas plazas. Esta situación duro poco tiempo, ya que al año siguiente la necesidad de cubrir las bajas naturales del cuerpo docente hizo que se retomase el sistema anterior casi en su totalidad.
A principios del siglo XX la Escuela sufrió nuevamente los intentos de clausurar todas las escuelas militares de la armada, pero pudo evadirlo debido a la necesidad de mantener la Academia de Hidrógrafos, que hasta la fundación de la academia en sí corrió a caro de esta Escuela.
En el año 1945 la escuela recibió un nuevo reglamento, que hasta el momento es el último cambio que han recibido y es el que rige la normativa y organización de la academia actualmente.

## Función y finalidad
Su función y finalidad es la de ofrecer a su alumnado los conocimientos de perfeccionamiento necesarios en las ramas escogidas para que puedan oficializarlos más tarde a nivel universitario o en otras academias de la armada. También ofrecen esos mismos conocimientos a los oficiales que los precisen por orden directa del Alto Mando.
También realizan, tanto en la Escuela como oficiales formados en ella, exposiciones y conferencias sobre historia relacionada con la escuela o con los conocimientos que en ella se imparten.